# Une minute de soleil en moins

Une minute de soleil en moins est un téléfilm franco-marocain réalisé par Nabil Ayouch et diffusé en 2003. Œuvre commanditée par la chaîne culturelle Arte, il fait partie de la collection « Masculin/Féminin » regroupant les films de dix réalisateurs.

## Fiche technique
- Titre : Une minute de soleil en moins
- Réalisation : Nabil Ayouch
- Scénario : Nabil Ayouch, Malika Al Houbach, et Zoubeir Benbouchta (dialogues)
- Photographie : Joël David
- Montage : Vanessa Zambernardi, assistée de Camille Delamarre
- Producteurs : Béatrice Caufman et Jean-Pierre Guérin
- Pays de production :  France -  Maroc
- Genre : drame
- Durée : ? minutes
- Date de diffusion : 15 avril 2003 sur Arte

## Distribution
- Nouraddin Orahhou : Kamel Raoui
- Lubna Azabal : Touria
- Hicham Moussoune : Pipo
- Noor : Yasmine
- Mohamed Majd : Le commissaire
- Hammadi Tounsi : Driss Tahiri
- Fayçal Boughrine : Bougemza
- Leïla Allouch : Ramses
- Anouar Mohammed Alami : Hakim Tahiri
- Abdeslam Akaaboune : Damoussi
- Abdellatif Nadi : Kamel Raoui (devenu vieux)
- Abdellah El Mansour : L'adjudant des douanes